# Rufus Flügge

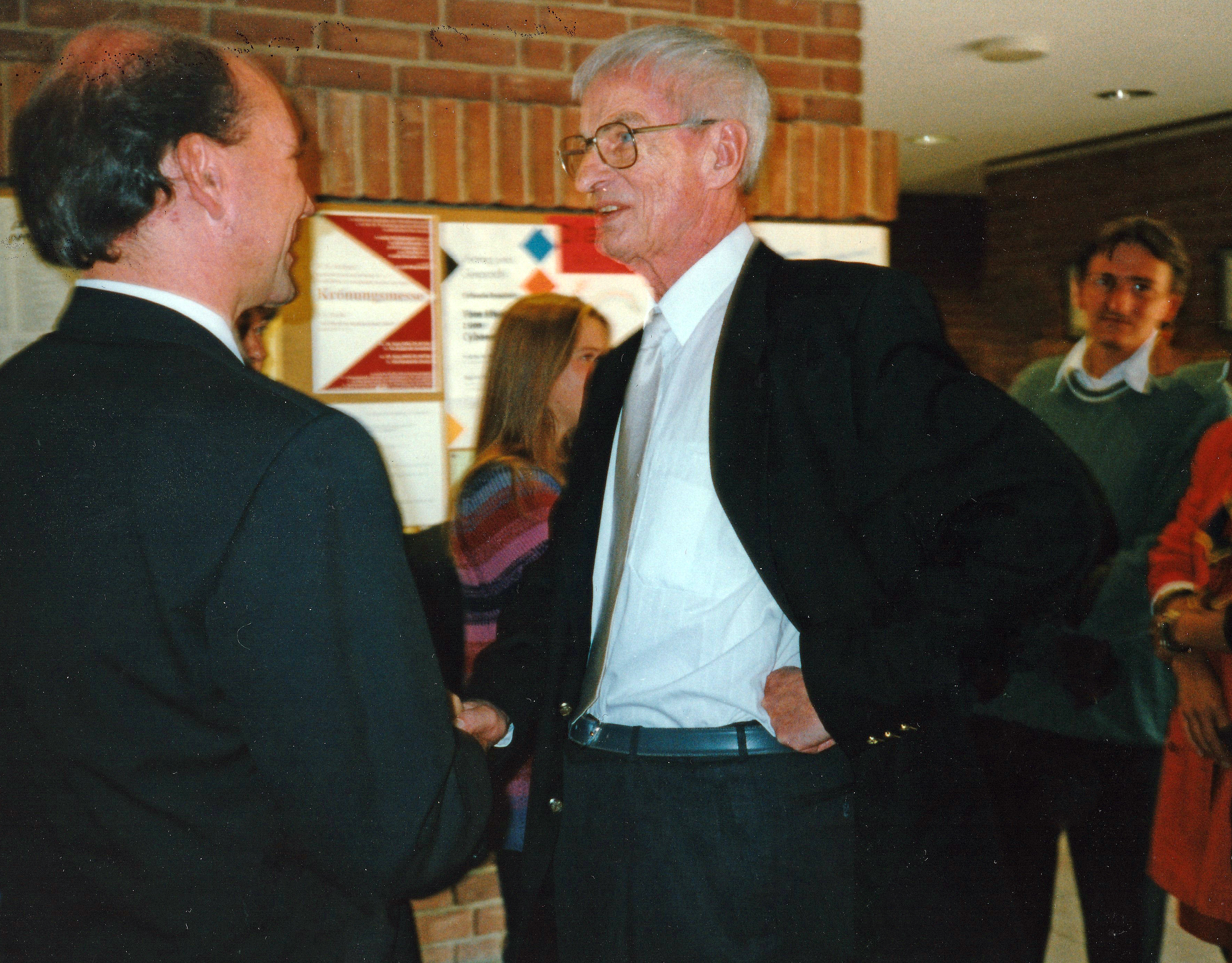
Rufus Flügge (Mitte) in der Dietrich-Bonhoeffer-Kirche im Roderbruch in Hannover anlässlich seines 80. Geburtstages;
im Gespräch mit dem Dechant der dortigen katholischen St. Martin-Gemeinde, Bernd Galluschke

Rufus Flügge (* 11. September 1914 in Hamburg; † 21. April 1995 in Hannover) war ein evangelischer Theologe, der sich auch privat gesellschaftskritisch wie diakonisch und in der Friedensbewegung engagierte.

## Leben

### Werdegang
Rufus Flügge wurde als letztes von sieben Kindern des baptistischen Geistlichen Carl August Flügge und der Maria Flügge-Novotna aus Prag geboren. Er wuchs in Kassel auf, wo er kurz nach der Machtergreifung durch die Nationalsozialisten 1933 zu Ostern sein Abitur ablegte. Anschließend studierte er evangelische Theologie und Kunstgeschichte an der Königlichen Albertus-Universität zu Königsberg i. Pr. Er geriet in Königsberg rasch in Konflikt mit der „Sturmabteilung“ (SA) und wechselte deshalb nach dem ersten Semester für kurze Zeit an die Universität Erlangen. Im Herbst 1934 ging Flügge in die Schweiz, wo er an der Universität Zürich und Universität Basel bei Emil Brunner und Karl Barth studierte. Ebenfalls in Basel lernte er auch Marianne Oeri kennen, und durch sie auch viele Künstler, Schriftsteller und Philosophen. Doch Flügge kehrte nach Deutschland zurück, um sein Examen in Erlangen bei Paul Althaus abzulegen.
In den Jahren 1938 und 1939 besuchte Rufus Flügge das Baptistische Predigerseminar in Hamburg. Er heiratete am 17. Juli 1939 Marianne Oeri in Basel. Seine Ehefrau, die zuvor die schweizerische Flüchtlingshilfe für Kinder in Not im Spanischen Bürgerkrieg organisiert hatte, riet ihm, in Deutschland zu bleiben und dort „[...] politische Verantwortung gegen den nationalsozialistischen Ungeist zu übernehmen“.
Zwar wurde Flügge aufgrund eines Herzfehlers nicht in den Militärdienst eingezogen, trat aber am 1. September 1939, dem Beginn des Zweiten Weltkrieges, eine der sechs Predigerstellen von Königsberg an. Dort zählten er und seine Frau bald zum Freundeskreis um den Kunsthistoriker Wilhelm Worringer, in dem sich Menschen zur Wahrung zumindest ihrer inneren Unabhängigkeit oder auch demokratischer Traditionen sammelten.
Als Mitglied der Wehrmacht arbeitete er als Sanitäts-Unteroffizier in einem Lazarett und entkam mit diesem 1945 um die Zeit der Schlacht um Königsberg. Er wurde in Dänemark interniert, arbeitete dort als Pfarrer anderer Flüchtlinge und wirkte an einem Werk für den Religionsunterricht in den Flüchtlingslagern mit.

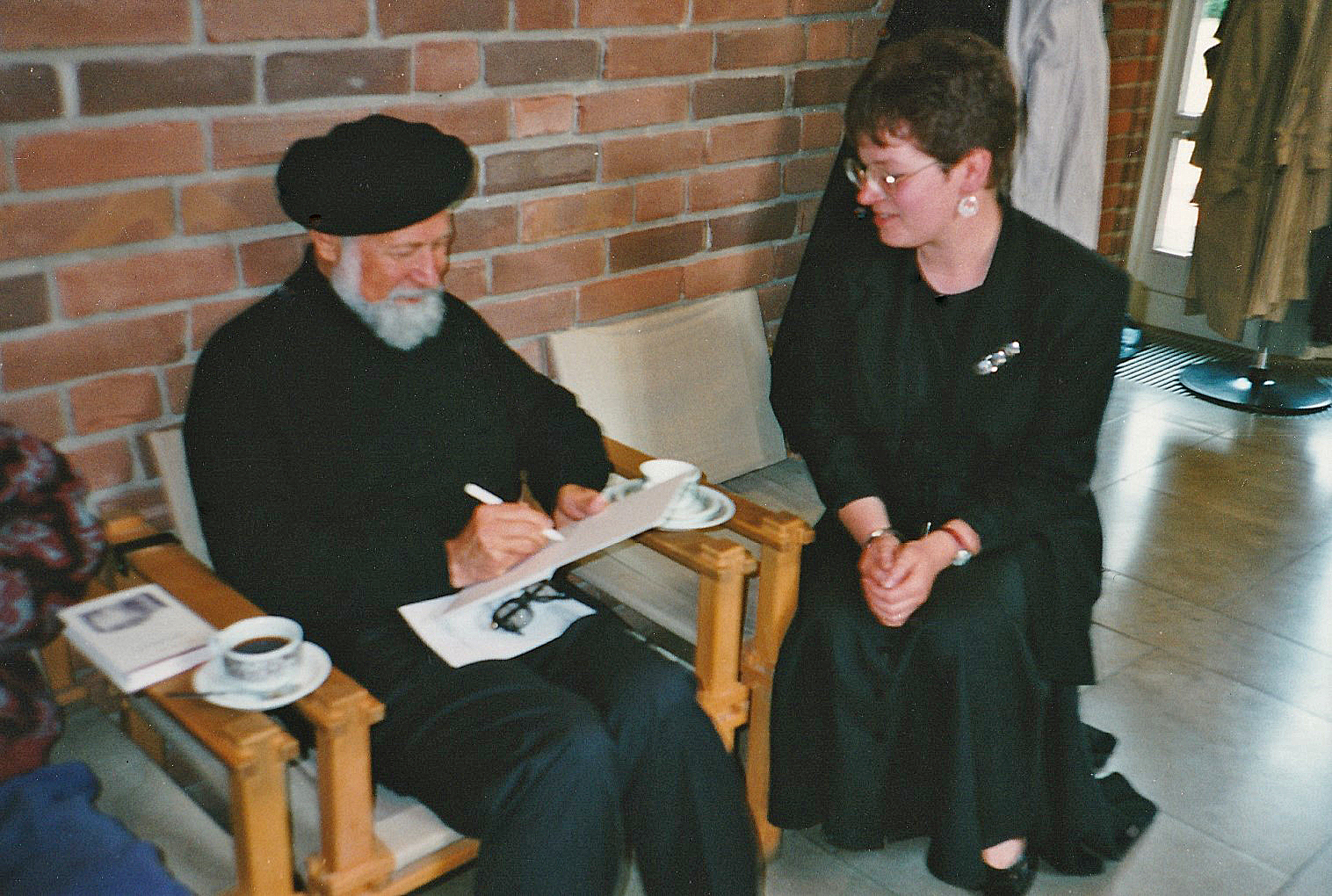
Der israelische Autor und Rabbiner aus Jerusalem Elazar Benyoëtz 1995 in der Dietrich-Bonhoeffer-Kirchengemeinde in Hannover-Roderbruch nach seiner Rede während der Trauerfeier für Rufus Flügge

1946 kam Flügge nach Niedersachsen und trat noch im selben Jahr in die Evangelisch-Lutherische Landeskirche Hannovers ein. 1947 wurde er Pastor in Clausthal-Zellerfeld und nahm zugleich die Stellung eines Studentenpfarrers an der dortigen Bergakademie Clausthal wahr. 1960 wurde Flügge Superintendent in Celle, 1963 Stadtsuperintendent in Hannover. In der aufkommenden Friedensbewegung arbeitete er intensiv mit, auch über seine Pensionierung 1979 hinaus.

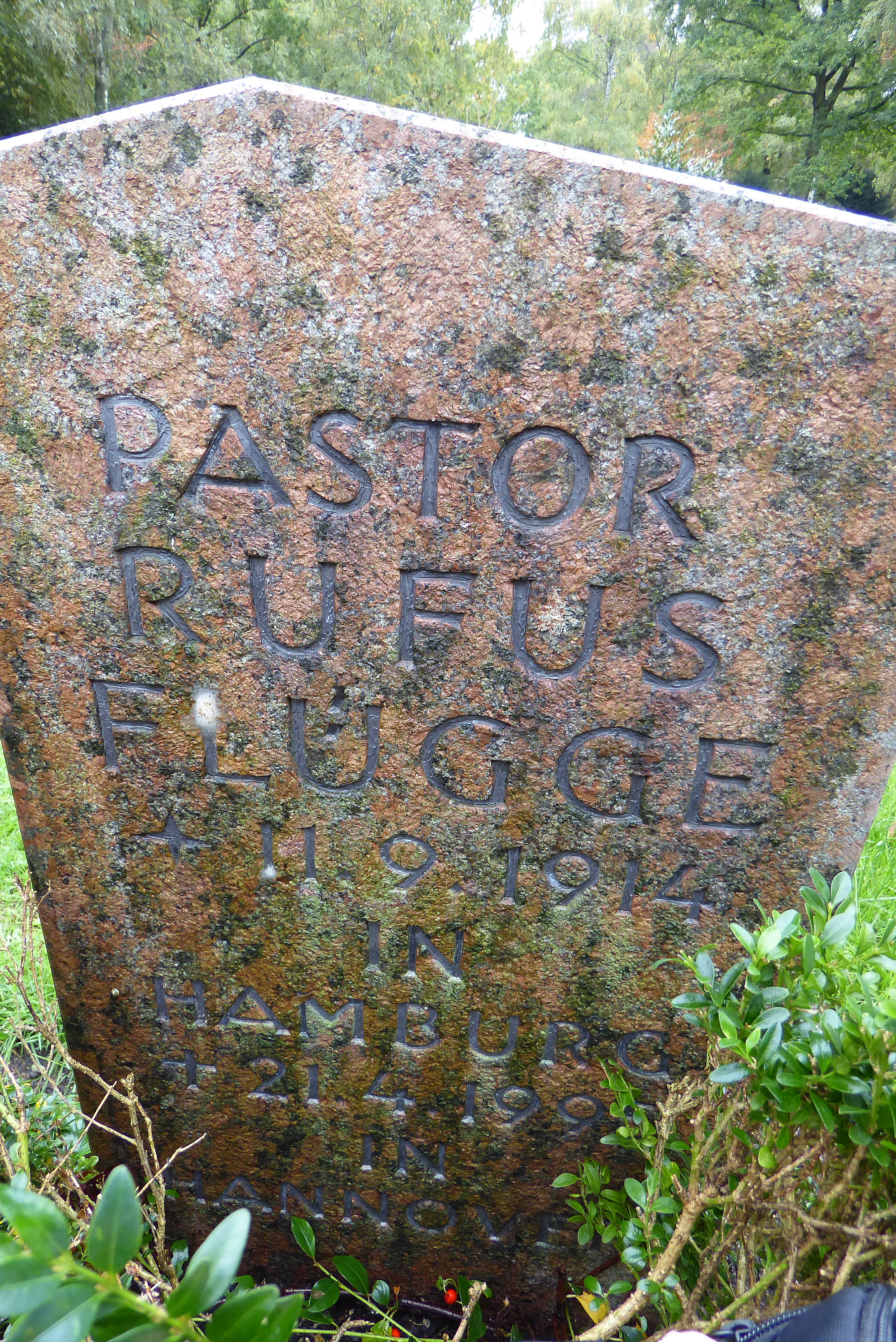
Grabstein auf dem Stadtteilfriedhof Kirchrode

Nach dem Tode von Rufus Flügge fand die Trauerfeier für den Verstorbenen in der Dietrich-Bonhoeffer-Kirche im hannoverschen Stadtteil Roderbruch statt, unter Mitwirkung von Rabbiner Elazar Benyoëtz (Jerusalem), Pastor Wolfgang Raupach-Rudnick, Organist Manfred Brandstetter und Sängern des Bachchores Hannover unter Leitung von Anne Brandstetter sowie Ulrich Frey von der Aktion Sühnezeichen (AGDF).

### Familie
Rufus Flügge war mit Marianne Flügge-Oeri (1911–1983) verheiratet. Die Juristin Sibylla Flügge ist seine Tochter.

## Ehrungen
- Zu Lebzeiten ehrte die niedersächsische Landeshauptstadt 1981 den Theologen und Friedensaktivisten mit der Stadtplakette Hannover.[1]

## Werke
- Michael A. Kielius, Robert Groteclaes (Ausarbeiter): Biblische Geschichte. Für den Religionsunterricht in den deutschen Flüchtlingslagern in Dänemark. Mit einem Anhang von Rufus Flügge. Kirchendienst für die Flüchtlinge in Dänemark, [Kopenhagen] 1946.[3]